# Цумпт, Август Вильгельм
Август Вильгельм Цумпт (4 декабря 1815, Кенигсберг — 22 апреля 1877, Берлин) — германский филолог-классик, преподаватель, специалист по латинской эпиграфике, племянник Карла Готтлоба Цумпта.

## Биография
С 1832 по 1836 год изучал древние языки в Берлинском университете. С 1839 по 1851 год был директором Фридрихвердерской гимназии в Берлине, после чего преподавал в звании профессора древние языки в гимназии Фридриха Вильгельма. На протяжении своей жизни совершил несколько путешествий: в Англию (в 1845 и 1860 годах), Италию (1851, 1857, 1864 годы), Грецию, Египет, Палестину и Малую Азию (1871—1872 годы).
Научная деятельность Цумпта первоначально касалась латинской эпиграфики в связи с предпринятым Берлинской академией изданием «Corpus Inscriptionum Latinarum». Свой план этого издания Цумпт изложил в предисловии к «Commentatio epigraphica de Lavinio et. Laurentibus Lavinatibus» (Берлин, 1845).
Другие эпиграфические труды Цумпта, в которых он нередко вступал в полемику с Теодором Моммзеном, были собраны в издании «Commentationes epigraphicae» (Берлин, 1850—1854). В последние годы жизни Цумпт обратился к изучению римских юридических древностей, плодом чего явилась большая работа «Das Kriminalrecht der römischen Republik» (Берлин, 1865—1869; особым авторитетом не пользовалась), а затем «Der Criminalprocess der römischen Republik» (Лейпциг, 1871); в последнем труде Цумпт фактически создал популярное для своего времени пособие по чтению античных классиков (особенно речей Цицерона) и древнеримских юридических текстов.